# Neo1973
El Neo 1973 (desarrollado como el GTA01) es el primer teléfono inteligente en soportar la plataforma de software OpenMoko. El fabricante es FIC.
Funciona con OpenMoko Linux y usa el sistema de paquetes ipkg (similar al apt de Debian). Posteriormente se han portado otros OS como Qt Extended, Debian y Android. Lleva integrado un chip A-GPS (GPS asistido).
El nombre viene del año en el que se realizó la primera comunicación móvil: el inventor del teléfono móvil, Martin Cooper, realizó su primera llamada en 1973. En su lanzamiento fue llamado tanto Neo 1973 como Neo1973.
El Neo 1973 fue diseñado como hardware libre. Esto consiste en el uso de componentes de hardware con controladores de código abierto, los ficheros CAD han sido liberados bajo una licencia Creative Commons ShareAlike, y los esquemas están disponibles para su descarga desde OpenMoko y Wikimedia Commons
 bajo una licenciaCreative Commons Reconocimiento CompartirIgual.
El Neo 1973 fue vendido del 9 de julio de 2007 a febrero de 2008, a un precio de 300 dólares el modelo básico y 450 dólares por un kit que incluye más herramientas para el trabajo de hardware.
Los lanzamientos iniciales del Neo 1973 se vieron obstaculizados por la escasez de proveedores, lo que obligó a retrasar la fecha de envío, y las dificultades de desarrollo de hardware exacerbadas por el reducido tamaño del equipo central.
El siguiente modelo, Neo FreeRunner, comenzó a venderse el 24 de junio de 2008.